# Budapester Schule

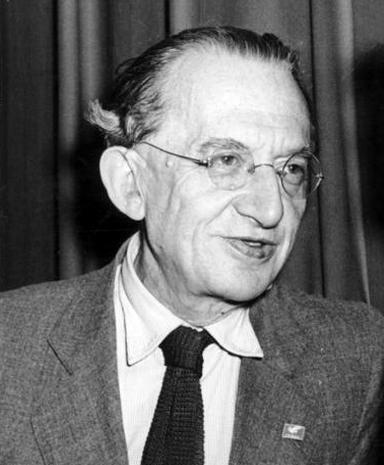
Georg Lukács 1952

Die Budapester Schule war eine Richtung des ungarischen Marxismus, die sich in den 1960er Jahren im Umkreis von Georg Lukács entfaltete. Die Schule war zwar stark von Lukács geprägt, lässt sich aber nicht auf dessen Einfluss reduzieren. Sie entstand vor dem geschichtlichen Hintergrund der Entstalinisierungsprozesse in der UdSSR und den osteuropäischen Ländern.

## Strömungen
Innerhalb der Budapester Schule bildeten sich verschiedene Strömungen heraus, die von reformkommunistischen Ansätzen (András Hegedüs) bis zu Positionen reichte, die den theoretischen Marxismus vollständig ablehnten (György Bence und János Kis). Die stärkste und publizistisch produktivste Strömung bildete eine Gruppe humanwissenschaftlich orientierter Intellektueller, die zwar im Marxismus verwurzelt waren, aber mit dem real existierenden Sozialismus gebrochen hatten (Ferenc Féher, Agnes Heller, György Márkus und Maria Márkus). Die wesentlichen Leitgedanken dieser Gruppe waren ein „radikaler Humanismus“ – als Antwort auf die vom Stalinismus hervorgebrachte „absolute Entmenschlichung“ –, die Erneuerung der Philosophie der Praxis – vor allem in Opposition zum Positivismus – und die Solidarität mit der westlichen Neuen Linken.
Zwei der führenden Köpfe waren Agnes Heller und ihr Mann Ferenc Fehér. Sie erlebten als Juden die Verfolgung durch deutsche Besatzer und ungarische Faschisten, die sogenannten Pfeilkreuzler, mit deren Hilfe zwischen November 1944 und März 1945 tausende von Juden deportiert und ermordet wurden. Mehrfach entging Agnes Heller nur knapp dem Tode, ihr Vater wurde in Auschwitz ermordet.
Agnes Heller studierte bei Georg Lukács Philosophie, promovierte 1955 bei Lukács und wurde seine Assistentin. Durch Lukács Beteiligung am ungarischen Volksaufstand von 1956 und seine Tätigkeit als Kultusminister der Regierung von Imre Nagy wurde er nach der Niederschlagung des Aufstands verhaftet und verlor seine Professur. Nach Konflikten mit der kommunistischen Partei wurde auch Agnes Heller Ende der 50er Jahre aus der Partei ausgeschlossen und arbeitete 5 Jahre als Lehrerin. Nach ihrer Rehabilitation wurde sie in die Akademie der Wissenschaften aufgenommen und nach Protesten gegen den Einmarsch der Sowjetunion und anderer Warschauer Paktstaaten 1968 in die Tschechoslowakei wieder ausgeschlossen. In dieser Zeit formierte sich die Budapester Schule mit scharfer Kritik am Sowjetsystem, verblieb aber zunächst noch im Bereich des kritischen, unorthodoxen Marxismus. Die Budapester Schule suchte Kontakte zu kritischen Linken in Westeuropa. In den 70er Jahren geriet die Budapester Schule deshalb zunehmend unter Druck. Es gab Bespitzelungen, Hausdurchsuchungen und schließlich 1973 Entlassungen.
1978 emigrierten Heller und Fehér nach Australien, wo Heller eine Professur an der La Trobe University in Melbourne erhielt.

## Sozialistische Kritik und radikale Demokratie
Agnes Heller, Ferenc Feher und György Markus gaben 1983 an, die Gründung der Budapester Schule sei die Konsequenz aus dem Einmarsch der Warschauer Paktstaaten in die Tschechoslowakei am 21. August 1968 gewesen. Bis zu diesem Ereignis hätten sie den Sozialismus zwar als „‚pervertiert‘ oder ‚bürokratisiert‘“ kritisiert, das System aber „in der Substanz“ mitgetragen. Sie bezeichneten ihre Kritik an den osteuropäischen Regierungen als sozialistisch, aber antileninistisch: Mit diesem Ansatz suchten sie Kontakte zur Linken im Westen, „deren eigenes Ziel der Sozialismus im Sinne einer radikalisierten Demokratie, nicht im Sinne einer wie auch immer gearteten Diktatur ist“. Die Budapester Schule untersuchte zunächst die „Gesellschaften sowjetischen Typs“ in Osteuropa.
Zunächst stellten sie fest, dass der Stalinismus nicht bewältigt sei und führten als Symptom das brutale Vorgehen des sowjetischen Militärapparats in Afghanistan an. Die Budapester suchten Kontakt zur unorthodoxen westlichen Linken, stießen dabei aber aufgrund der sehr unterschiedlichen Lebenserfahrungen auf Kommunikationsschwierigkeiten. So seien die westlichen Linken oft enttäuscht und desillusioniert über die Möglichkeiten gewesen, auf der Basis demokratischer Rechte eine gerechtere Gesellschaft herzustellen. Dagegen hätten die östlichen Dissidenten bittere Erfahrungen mit Staatswillkür und Rechtlosigkeit des Individuums gemacht. Zudem habe der Marxismus im Westen eine gesellschaftskritische Funktion, während er in Osteuropa Staatsideologie gewesen sei und „in den Augen der Massen jede Glaubwürdigkeit verloren“ habe.

„Während im Westen Zweifel bestehen, ob die durch den Marxismus formulierte kritische Theorie noch gültig bzw. im ausreichenden Maße gültig ist, bestehen unter Bedingungen des „real existierenden Sozialismus“ Zweifel daran, ob der Marxismus überhaupt die Funktion einer kritischen Theorie ausüben kann.“

## Drei Theorien zur Analyse des „real existierenden Sozialismus“
Die Linke habe drei theoretische Modelle entwickelt, um die Gesellschaften in Osteuropa zu analysieren und damit „den Alptraum der Gesellschaften des Ostens zu verscheuchen.“

### Erstens: Die Theorie der Übergangsgesellschaft
Die „Theorie der Übergangsgesellschaft“ bewerte die Staaten in Osteuropa als Gesellschaften zwischen Kapitalismus und Sozialismus. Dabei würden verschiedene Gründe für die Stagnation der Entwicklung genannt, etwa die Bürokratisierung, die „Parasitenschicht von Staatsfunktionären“ und die Rückständigkeit der vom Kapitalismus bedrohten Sowjetunion. Gleichzeitig würden sozialistische Elemente benannt, etwa die Planwirtschaft und die veränderten Eigentumsverhältnisse. Diese Theorie gehe zurück auf Leo Trotzki und werde oft zur Rechtfertigung der Zustände eingesetzt, selbst von der Parteibürokratie selbst. Das Kernproblem der trotzkistischen Erklärung sahen die Budapester in einem Paradox:

„Einerseits stellen die Exponenten die gesellschaftliche Position der Partei- und Staatsbürokratie als Hauptquelle der strukturellen Ungleichheiten heraus. Andererseits betrachten sie den organisatorischen Kern, vermittels dessen die Herrschaftsverhältnisse funktionieren, nämlich den zentralen Plan, als gewichtigen Kontrapunkt zur Macht dieser Bürokratie und als sie hemmenden Faktor.“

Die bürokratische Steuerung der Produktion als sozialistisches Element aufzufassen, widerspricht nach Auffassung der Budapester einer Grundintention des Marxismus, nämlich die Planung in die Hände der Produzenten zu legen und in den Dienst ihrer Bedürfnisse zu stellen. Der zentrale Plan werde zum Fetisch, der, abgekoppelt „vom bewußten Bedürfnis und Wollen der Bevölkerung“, dennoch auf geheimnisvolle Art im Dienst der gesellschaftlichen Interessen stehe. Damit rechtfertige diese Theorie die stalinistischen Bürokraten und lehne jede Beschneidung der staatlich kontrollierten Zwangswirtschaft ab. Aus der Sicht der Budapester Schule werde aus der Entgegensetzung von Markt und Plan die Legitimation der Herrschaft des bürokratischen Apparats über die Produzenten. Die ‚Diktatur des Proletariats‘ verhindere de facto jedes Mitspracherecht der Arbeiter an der Verteilung des gesellschaftlichen Reichtums. Aufgrund der geringen Möglichkeiten der Unternehmensleitung gegenüber der Planungsbürokratie, selbständige Entscheidungen zu treffen, ergäbe sich für die Arbeiter Gelegenheit zum unorganisierten Widerstand in Form von Ineffizienz, qualitativ schlechter Arbeit usw. Die Verstaatlichung der gesamten Produktion widerspreche der Marxschen Vorstellung von Vergesellschaftung. Marx Ziel sei die „Verwirklichung der realen, kollektiven Macht der unmittelbaren Produzenten über ihre Arbeitsbedingungen und die Verwertung ihres Arbeitsproduktes“ gewesen, nicht die Einrichtung einer diktatorischen Planungsbürokratie. Zudem sei die im Begriff „Übergangsgesellschaft“ angedeutete Entwicklungsfähigkeit des Systems zweifelhaft, da sich die Bürokratie trotz Veränderungen und Krisen immer wieder erfolgreich reproduziere. Dennoch rechneten die Budapester 1983 mit dem „Herannahen einer neuen und globalen Krise in den osteuropäischen Gesellschaften“.

### Zweitens: Die Theorie des Staatskapitalismus
Diese von sehr unterschiedlichen Gruppen vertretene Richtung geht davon aus, dass die Herrschaft der Bürokratie den Staat zum „Gesamtkapitalisten“ gemacht habe. Der Klassenkonflikt zwischen ausgebeuteten Arbeitern und Kapital bestehe grundsätzlich weiter. Diese Theorie verkenne völlig den Charakter der osteuropäischen Gesellschaft. Der Begriff Kapitalismus werde angesichts des Fehlens von Privateigentum an Produktionsmitteln und von Marktelementen sinnlos. Das ökonomische Handeln der Sowjetbürokratie sei nicht vom Prinzip der Profitmaximierung bestimmt, obwohl ständig eine Erhöhung der Effizienz gefordert werde. Es werde z. B. regelmäßig der industrielle Sektor bei Investitionen bevorzugt, auch wenn im Konsumbereich deutlichere Defizite und Profitmöglichkeiten sichtbar seien. In der Landwirtschaft werde stets der ineffiziente, staatlich kontrollierte Sektor der großen Kolchosen gegenüber effizienten, halb-privaten Bereichen bevorzugt. Der katastrophale Mangel an Wohnraum werde ebenfalls durch völlig ineffektive Investitionen in die großen staatlichen Bauunternehmen begegnet, effektive genossenschaftliche oder private Lösungen tendenziell zurückgewiesen. Nutznießer der Konzentration der Investitionen auf den staatlichen Bereich seien durchweg die Funktionäre, sowohl durch den Machtzuwachs als auch durch den persönlichen Zugriff auf Vorteile. „Verstaatlichung und Planung“ erwiesen sich auch hier nicht als sozialistische Gegenkraft zum Apparat, sondern als „Mittel für die Durchsetzung und Ausübung dieser Macht“.
Ein beachtlicher Teil der Produkte berühre nie einen Markt, sie werden vom Staat auf die verschiedenen Bereiche der Wirtschaft verteilt. Insofern liege der zentrale Widerspruch des Warentausches in Gesellschaften sowjetischen Typs nicht zwischen Tauschwert und Gebrauchswert, sondern zwischen „dem administrativ verordneten Gebrauchswert des Produkts (als seiner „offiziellen“ Bewertung) und seinem realen gesellschaftlichen Nutzen“. Das erweise sich an der Produktion von „Abfall“, etwa der Produktion von Büchern, die keiner liest, oder Objekten von derart schlechter Qualität, dass sie nicht verwendbar sind.
Anders als die Beziehung zwischen Kapital und Arbeit gestalte sich auch das Verhältnis zwischen Bürokratie und Arbeitern in Osteuropa. Der Apparat greife auf verschiedene Formen der Zwangsarbeit zurück und könne zudem Normen, Arbeitsverträge und Entlohnung frei festsetzen. Durch die fehlende Trennung von subjektiven und objektiven Produktionsfaktoren entstehe aber nicht nur eine ungeheure Macht des Apparats. Aus den „unpersönlichen Herrschafts- und Knechtschaftsverhältnissen“ entstünden auch Einschränkungen des Apparats, etwa das Fehlen ökonomischer Motivationsmöglichkeiten und die geringe Effizienz der Arbeit durch individuelle Strategien der Arbeiter.
In einer Hinsicht stimmen die Budapester den Theoretikern des Staatsmonopolkapitalismus zu. Cornelius Castoriadis habe Recht, wenn er die Sowjetunion als abhängig vom primären Komplex des Kapitalismus bezeichne. Es fehle den Sowjetgesellschaften an Innovationskraft, es bestehe eine hohe Bereitschaft zur Imitation westlicher Werte.

### Drittens: Die Theorie der asiatischen Produktionsweise
Diese Theorie – vertreten unter anderem vom späten Karl Wittfogel und vom DDR-Dissidenten Rudolf Bahro – betrachtet die Sowjetgesellschaften als vorkapitalistisch geprägt. Als „asiatische“, d. h. rückständige Muster, betrachten sie z. B. die Zwangsarbeit, die nicht monetarisierte Privilegienwirtschaft, die feudale Hierarchie der Nomenklatura, die dirigistische Organisation der Wirtschaft. Beleg für die Theorie seien auch der Nationalismus, der „Konservatismus des Alltagslebens“ und die persönlichen Abhängigkeiten. Viele der Fakten seien richtig, das Erklärungsmodell der Rückständigkeit stoße aber an Grenzen. Das Sowjetsystem funktioniere auch in Ländern sehr unterschiedlicher Entwicklungsstufen. Auch für die Sowjetunion spiele die anfängliche Rückständigkeit ökonomische keine Rolle mehr, sie gehöre zum „Typus der modernen Gesellschaftsform“. Die Beurteilung der Probleme des Sowjetsystems aus dem Paradigma der Rückständigkeit verhindere eine Analyse der Probleme in der Geschichte des Sozialismus, aus denen man lernen müsse.

### Lehren aus dieser Analyse
Agnes Heller hält die Tatsache, dass die arbeitende Bevölkerung in Osteuropa keinen Einfluss auf Organisation und Produkte des Arbeitsprozesses und ihre Verteilung hat und die Herrschaft der Bürokraten für zentrale Probleme des Sowjetsystems. Über das theoretisch staatliche Eigentum verfüge in der Praxis der bürokratische Apparat.